# Большетарельское муниципальное образование
Большетарельское муниципальное образование — муниципальное образование со статусом сельского поселения в 
Качугском районе Иркутской области России. Административный центр и единственный населённый пункт — посёлок Большая Тарель.

## Население
| 2010 | 2011 | 2012 | 2013 | 2014 | 2015 | 2016 | 2017 |
| ---- | ---- | ---- | ---- | ---- | ---- | ---- | ---- |
| 198  | ↘197 | ↗200 | ↘197 | ↗202 | ↗204 | ↘199 | ↘197 |

По результатам Всероссийской переписи населения 2010 года численность населения муниципального образования составила 198 человек, в том числе 100 мужчин и 98 женщин.

## Местное самоуправление
Главы сельского поселения
- Владимир Геннадьевич Чемякин